# درالو
درالو دراستان کرمان و در شهرستان رابر در ایران است.

## جمعیت
بر پایه سرشماری عمومی نفوس و مسکن در سال ۱۳۹۵ جمعیت این مکان ۱۵۵ نفر (۲۶خانوار) بوده‌است.